# Carol Littleton
Carol Sue Littleton (* 23. Oktober 1942 in Oklahoma City, Oklahoma) ist eine US-amerikanische Filmeditorin.
Littleton wurde insbesondere durch ihre langjährige Zusammenarbeit mit Regisseur Lawrence Kasdan bekannt. Der Schnitt von Steven Spielbergs Science-Fiction-Film E.T. – Der Außerirdische brachte Littleton 1983 eine Oscar-Nominierung ein. Im Jahr 2023 wurde ihr der Ehrenoscar für ihr Lebenswerk zuerkannt.

## Leben
Carol Littleton wurde 1942 in Oklahoma City geboren, aber ihre Familie zog später nach Miami im nordöstlichen Oklahoma, wo sie bis zum 11. Lebensjahr aufwuchs. Danach ließ sich die Familie auf einer Farm außerhalb der Stadt nieder.
Littleton erlangte am College of Arts & Sciences der University of Oklahoma 1965 ihren Bachelor und 1970 ihren Master. Während dieser Zeit besuchte sie mit einem Stipendium der Fulbright-Kommission 1968 die Universität von Paris. Dort kam sie mit dem französischen Kino in Kontakt und begeisterte sich für die Nouvelle Vague. Nach ihrem Abschluss kehrte sie in die USA zurück und entschloss sich dazu, den Beruf einer Filmeditorin zu ergreifen. 1970 zog sie nach Los Angeles und gründete eine Firma, die sich auf den Filmschnitt von Werbefilmen spezialisierte. Bald hatte sie sich in Hollywood etabliert. Mit ihrem Schnitt von Legacy (1975) war sie erstmals für einen Spielfilm verantwortlich. Einen weiteren Karriereschub bekam sie, als Lawrence Kasdan sie für den Film Heißblütig – Kaltblütig unter Vertrag nahm. Für ihn schnitt sie unter anderem Silverado, Wyatt Earp – Das Leben einer Legende und Dreamcatcher. Kasdan hatte als Drehbuchautor von Jäger des verlorenen Schatzes mit Steven Spielberg zusammengearbeitet und empfahl diesem Littleton als Filmeditor für E.T. – Der Außerirdische. Ihre Montageleistung bei diesem Film wurde 1983 mit einer Oscar-Nominierung für den Besten Schnitt bedacht.
Carol Littleton ist Mitglied der American Cinema Editors. Sie war von 1988 bis 1991 ihre Präsidentin und jeweils von 1994 bis 2001 und von 2005 bis 2007 ihre Vizepräsidentin.
Im Juni 2023 wurde Littleton für ihre Verdienste als Editorin der Ehrenoscar der Academy of Motion Picture Arts and Sciences (AMPAS) zuerkannt. Die Auszeichnung wird ihr am 18. November 2023 in Los Angeles feierlich überreicht.
Littleton war von 1972 bis zu dessen Tod 2023 mit dem Kameramann John Bailey verheiratet. Sie lebt in Los Angeles.

## Filmografie (Auswahl)
- 1975: Legacy
- 1977: The Hazing
- 1979: Wer geht denn noch zur Uni? (French Postcards)
- 1981: Heißblütig – Kaltblütig (Body Heat)
- 1982: E.T. – Der Außerirdische (E.T. the Extra-Terrestrial)
- 1983: Der große Frust (The Big Chill)
- 1984: Ein Platz im Herzen (Places in the Heart)
- 1985: Silverado
- 1988: Die Reisen des Mr. Leary  (The Accidental Tourist)
- 1988: Vibes – Die übersinnliche Jagd nach der glühenden Pyramide (Vibes)
- 1990: Frühstück bei ihr (White Palace)
- 1991: Grand Canyon – Im Herzen der Stadt (Grand Canyon)
- 1993: Benny & Joon
- 1994: China Moon
- 1994: Wyatt Earp – Das Leben einer Legende (Wyatt Earp)
- 1996: Diabolisch (Diabolique)
- 1998: Im Zwielicht (Twilight)
- 1998: Menschenkind (Beloved)
- 1999: Dienstags bei Morrie (Tuesdays With Morrie)
- 2001: Beziehungen und andere Katastrophen (The Anniversary Party)
- 2002: The Truth About Charlie
- 2003: Dreamcatcher
- 2004: Der Manchurian Kandidat (The Manchurian Candidate)
- 2006: Im Land der Frauen (In the Land of Women)
- 2007: Margot und die Hochzeit (Margot at the Wedding)
- 2008: Die Schwester der Königin (The Other Boleyn Girl)
- 2010: Country Strong
- 2011: The Rum Diary
- 2015: Picknick mit Bären (A Walk in the Woods)
- 2016: Der lange Weg (All the Way, Fernsehfilm)
- 2018: Mein Dinner mit Hervé (My Dinner with Hervé, Fernsehfilm)

## Auszeichnungen
Oscar
- 1983: Nominierung für den Besten Schnitt von E.T. – Der Außerirdische
- 2023: Ehrenoscar für ihr Lebenswerk

BAFTA Award
- 1983: Nominierung für den Besten Schnitt von E.T. – Der Außerirdische